# Prainha
Prainha es una freguesia portuguesa del concelho de São Roque do Pico, con 27,90 km² de superficie y 612 habitantes (2001). Su densidad de población es de 21,9 hab/km².